# Kontermarsch
Als Kontermarsch, auch Contremarsch, wird ein Verfahren im Feuergefecht des mit Feuerwaffen  ausgerüsteten Teils der Infanterie in der Frühen Neuzeit bezeichnet. Dabei gingen (marschierten) die Schützen nach dem Schuss gegen (lateinisch contra) die Angriffsrichtung durch Zwischenräume zwischen den Rotten zum Nachladen zurück hinter die Formation. Das Verfahren wurde etwa ab der Mitte des 16. Jahrhunderts eingesetzt und entwickelte sich zu einer der wichtigsten Kampfformen der Arkebusiere und Musketiere bis ins 17. Jahrhundert hinein.

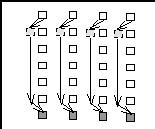
Der Kontermarsch

Bei diesem Verfahren stellten sich die Schützen in Reihen (Rotten) zu etwa 10 Mann hintereinander auf, der Abstand zur benachbarten Rotte betrug jeweils fast 2 m. Die Vordermänner der Rotten gingen bei Kampfbeginn ein kleines Stück nach vorne und feuerten ihre Arkebusen oder Musketen ab. Anschließend marschierten sie zwischen den Rotten nach hinten, während die zweiten in der Reihenfolge in die Feuerstellung gingen und alle anderen nachrückten. Dann stellten sich die zweiten hinten an, und die dritten feuerten, und so weiter. Wenn alle einmal geschossen hatten, hatten die ersten Schützen im Normalfall genug Zeit gehabt, ihre Vorderlader wieder schussbereit zu machen.
Diese Kampfweise ermöglichte also ein ständiges Abwehrfeuer und stand deshalb in engem Zusammenhang mit den Gewalthaufen der Pikeniere (span. Tercio). An deren Flanken postiert, konnte sie diesen einen guten Schutz gegen Plänkler und gegen die „Caracolla“-Taktik der Kavallerie bieten und einen gegnerischen Schlachthaufen vor dem Zusammenprall enorm schwächen oder ihn gleich in die Flucht schlagen. Als sich die Taktik weiter verbreitete, stand dann meist Kontermarsch gegen Kontermarsch.
In denjenigen Armeen, die um 1600 die Treffentaktik nach niederländischem Vorbild einführten, verschwand mit den Gewalthaufen auch der Kontermarsch. Das heißt aber auch, dass er in anderen Heeren oft bis weit in den Dreißigjährigen Krieg hinein üblich war.
Eine andere Form des Schützenwechsels ist die Enfilade. Bei gleicher Anzahl der Schützen war die Aufstellung der Schlachtordnung bei Anwendung der Enfilade wesentlich schmaler. Dafür konnte der Kontermarsch auch offensiv verwendet werden. Das Verfahren wurde quasi umgekehrt. Die verschossenen Schützen blieben stehen und luden nach, während die hinteren Glieder durch die Lücken vorrückten und ihrerseits feuerten und so weiter. Dadurch konnte die gesamte Formation langsam aber beständig feuernd vorrücken.